# Себастьян Айзенлауер
Себастьян Айзенлауер (13 березня 1990 , Зонтгофен, Баварія ) - німецький лижник, учасник Олімпійських ігор у Сочі. Спеціалізується на спринті.

## Спортивна кар'єра
У Кубку світу Айзенлауер дебютував 4 грудня 2010 року, а наступного дня вперше в кар'єрі потрапив до десятки найкращих на етапі Кубка світу, у командному спринті. Найкраще досягнення Айзенлауера в загальному заліку Кубка світу - 34-те місце у сезоні 2015-2016.
На Олімпійських іграх 2014 року в Сочі посів 35-те місце в спринті вільним стилем.
За свою кар'єру взяв участь п'яти чемпіонатах світу. Найвищі місця: 15-те в індивідуальних перегонах і 6-те в естафеті 4 по 10 км на чемпіонаті світу 2019 року.
Використовує лижі виробництва фірми Fischer.

## Результати за кар'єру
Усі результати наведено за даними Міжнародної федерації лижного спорту.

### Олімпійські ігри
| Рік  | Вік | 15 км індивідуальні пер. | 30 км скіатлон | 50 км мас-старт | Спринт | 4 × 10 км естафета | Командна першість спринт |
| ---- | --- | ------------------------ | -------------- | --------------- | ------ | ------------------ | ------------------------ |
| 2014 | 23  | —                        | —              | —               | 35     | —                  | —                        |
| 2018 | 27  | 32                       | —              | —               | 28     | —                  | 10                       |

### Чемпіонати світу
| Рік  | Вік | 15 км індивідуальні пер. | 30 км скіатлон | 50 км мас-старт | Спринт | 4 × 10 км естафета | Командна першість спринт |
| ---- | --- | ------------------------ | -------------- | --------------- | ------ | ------------------ | ------------------------ |
| 2013 | 22  | —                        | —              | —               | 43     | —                  | —                        |
| 2015 | 24  | 50                       | —              | 41              | 23     | —                  | —                        |
| 2017 | 26  | —                        | —              | —               | 20     | —                  | 7                        |
| 2019 | 28  | 15                       | —              | —               | 43     | 6                  | 16                       |
| 2021 | 30  | —                        | —              | —               | 37     | —                  | 12                       |

### Кубки світу

#### Підсумкові місця в Кубку світу за роками
| Сезон | Вік | Місце в дисципліні | Місце в дисципліні | Місце в дисципліні | Місце в Скі Тур | Місце в Скі Тур | Місце в Скі Тур | Місце в Скі Тур   | Місце в Скі Тур |
| Сезон | Вік | Загалом            | Дистанція          | Спринт             | Nordic Opening  | Тур де Скі      | Скі Тур 2020    | Фінал Кубка світу | Скі Тур Канада  |
| ----- | --- | ------------------ | ------------------ | ------------------ | --------------- | --------------- | --------------- | ----------------- | --------------- |
| 2011  | 21  | 109                | НК                 | 62                 | —               | НФ              | Н/Д             | —                 | Н/Д             |
| 2012  | 22  | 137                | НК                 | 82                 | —               | —               | Н/Д             | —                 | Н/Д             |
| 2013  | 23  | 105                | НК                 | 55                 | —               | НФ              | Н/Д             | —                 | Н/Д             |
| 2014  | 24  | 58                 | НК                 | 22                 | —               | НФ              | Н/Д             | —                 | Н/Д             |
| 2015  | 25  | 107                | НК                 | 53                 | 54              | НФ              | Н/Д             | Н/Д               | Н/Д             |
| 2016  | 26  | 34                 | 51                 | 14                 | 48              | НФ              | Н/Д             | Н/Д               | 35              |
| 2017  | 27  | 108                | НК                 | 55                 | 49              | —               | Н/Д             | —                 | Н/Д             |
| 2018  | 28  | 79                 | 69                 | 47                 | 33              | НФ              | Н/Д             | —                 | Н/Д             |
| 2019  | 29  | 102                | 85                 | 63                 | —               | НФ              | Н/Д             | —                 | Н/Д             |
| 2020  | 30  | 69                 | 61                 | 59                 | 45              | 25              | —               | Н/Д               | Н/Д             |
| 2021  | 31  | 89                 | 91                 | 53                 | 57              | —               | Н/Д             | Н/Д               | Н/Д             |

1. 1 2 3 4  http://www.xc-ski.de/portraits/portrait-sebastian-eisenlauer-ger
2. 1 2 3 4 5  Особова сторінка Себастьяна Айзенлауера на сайті FIS (англ.).